# Erein
Erein Argitaletxea (literal, Sembrar Editorial) es una editorial española en lengua vasca. Con sede en San Sebastián, se creó en diciembre de 1976 por Julen Lizundia, Asentxio Ondartzabal, Xabier Lete, Edorta Kortadi, Anjel Lertxundi, José Manuel Castells y Jexux Mari Mujika. El objetivo inicial era publicar en euskera, pero el primer libro publicado fue Diálogos en torno a las elecciones de Eugenio Ibarzabal, que se editó durante las primeras elecciones democráticas del posfranquismo, debido al interés de la editorial por la actualidad rupturista. Mención especial merecen la dependencia económica de Baleren Bakaikoa en el País Vasco (1977) y Gramatika bideetan de Patxi Goenaga (1978) Ipurbeltz, revista de cómic vasca fundada en 1977 y que duró hasta 2008. Entre las publicaciones literarias más significativas se encuentran Obabakoak de Bernardo Atxaga; Haur besoetakoa, de Jon Mirander, Aise me echó la mano de Anjel Lertxundi y  Hamaika pauso , de Ramon Saizarbitoria.
Erein es una editorial que trabaja para promover y desarrollar la cultura vasca. En este sentido, trabaja en tres áreas principales: por un lado, publica libros de literatura vasca, tanto para adultos como para jóvenes y niños. Por otro lado, la creación, elaboración y edición de libros de texto en colaboración con diversos colectivos de profesores del País Vasco. Abarca Educación Primaria, Secundaria y Bachillerato. Los libros de texto y materiales pedagógicos se editan en euskera y algunos incluso en castellano. Por último, publica ensayos, algunos en euskera y otros en castellano, sobre temas relacionados con la cultura y la sociedad vascas. Erein Publishing House quiere dar respuesta a las necesidades de la sociedad vasca a través de su labor editorial, con la máxima precisión, calidad y profesionalidad.